# Гочо Бонев
Гочо Бонев е български търговец и политик, кмет на Стара Загора за един ден.

## Биография
Роден е през 1866 година в Ески Загра. Завършва местното училище и става търговец. През 1885 година е записва като доброволец в Сръбско-българската война. Става кмет на 5 октомври (18 октомври) 1903 година и заема поста само един ден, като подава оставка. Постът стои овакантен до 25 октомври (8 ноември) същата година. Умира през 1920 година.